# Bud Lee

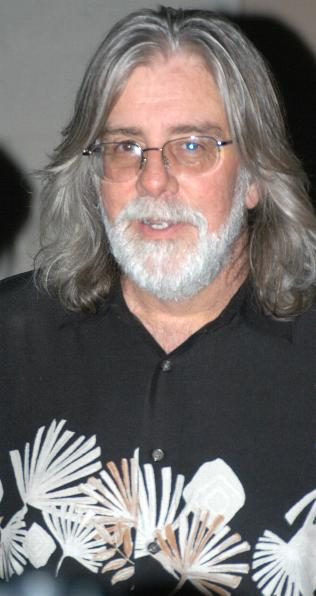
Bud Lee en 2006

Bud Lee (nacido en 1955 en Indianapolis, Indiana) es un director de cine porno. Es uno de los miembros del AVN Hall of Fame y también trabaja como agente para LA Direct Models.
Lee estuvo casado con la famosa actriz porno Asia Carrera y con Hyapatia Lee.